# Naruhiko Higashikuni
Naruhiko Higashikuni (officiellt 東久邇宮稔彦王, Higashikuni-no-miya Naruhiko-ō) var japansk prins, general och landets första premiärminister efter andra världskriget.

## Uppväxt och studietid
Higashikuni föddes 3 december 1887 som prins Kuni-no-miya Asahikos nionde barn, förlänades han ett eget adelsnamn med egen ärftlighet (Higashikuni, ”Östra Kuni”) vid ännu ej 19 år fyllda. Efter studier vid Gakushūin följde officersutbildning och en tid vid militärhögskolan. 1915 gifte sig Higashikuni enligt planerna med Toshiko, dotter till kejsar Meijis konkubin. Samma år steg han från kapten till major. 1920 reste Higashikuni till Frankrike för sex års studier vid École Spéciale Militaire de Saint-Cyr. Efter avlagd examen levde han en utsvävande liv i Paris, där han umgicks med bland annat Claude Monet och Georges Clemenceau. Efter kejsar Taishōs frånfälle tvingades prins Higashikuni återvända till sin familj i Japan, där han väckte uppseende i hovet för den liberala läggning han lagt sig till med under åren i Europa.

## Krigstiden
Under andra sino-japanska kriget (1937) tjänstgjorde Higashikuni som befälhavare för andra armén i Huabei. När kriget spred sig till Stilla havet utnämndes han till högste ansvarig för rikets försvar. Efter att Fumimaro Konoes tredje ministär 1941 hade upplösts förordades Naruhiko Higashikuni som ny premiärminister. Då detta var dagarna före anfallet på Pearl Harbor ingrep den kejserliga ministern Kōichi Kido, som ville hålla kejsarfamiljen utanför kriget. I takt med att krigsläget förvärrades försökte Higashikuni få till stånd en fredlig lösning, vilket satte honom i opposition till premiärministern Hideki Tōjō. Utanför det politiska livet försökte prinsen hjälpa sitt land genom att grundlägga en teknisk högskola i Chiba och flera mindre anstalter, för att på så vis minska skillnaderna i tekniskt kunnande mellan Japan och västerlandet. Särskild tyngdpunkt lade han på undervisningen i flygteknik och mekanik.

## Premiärministern

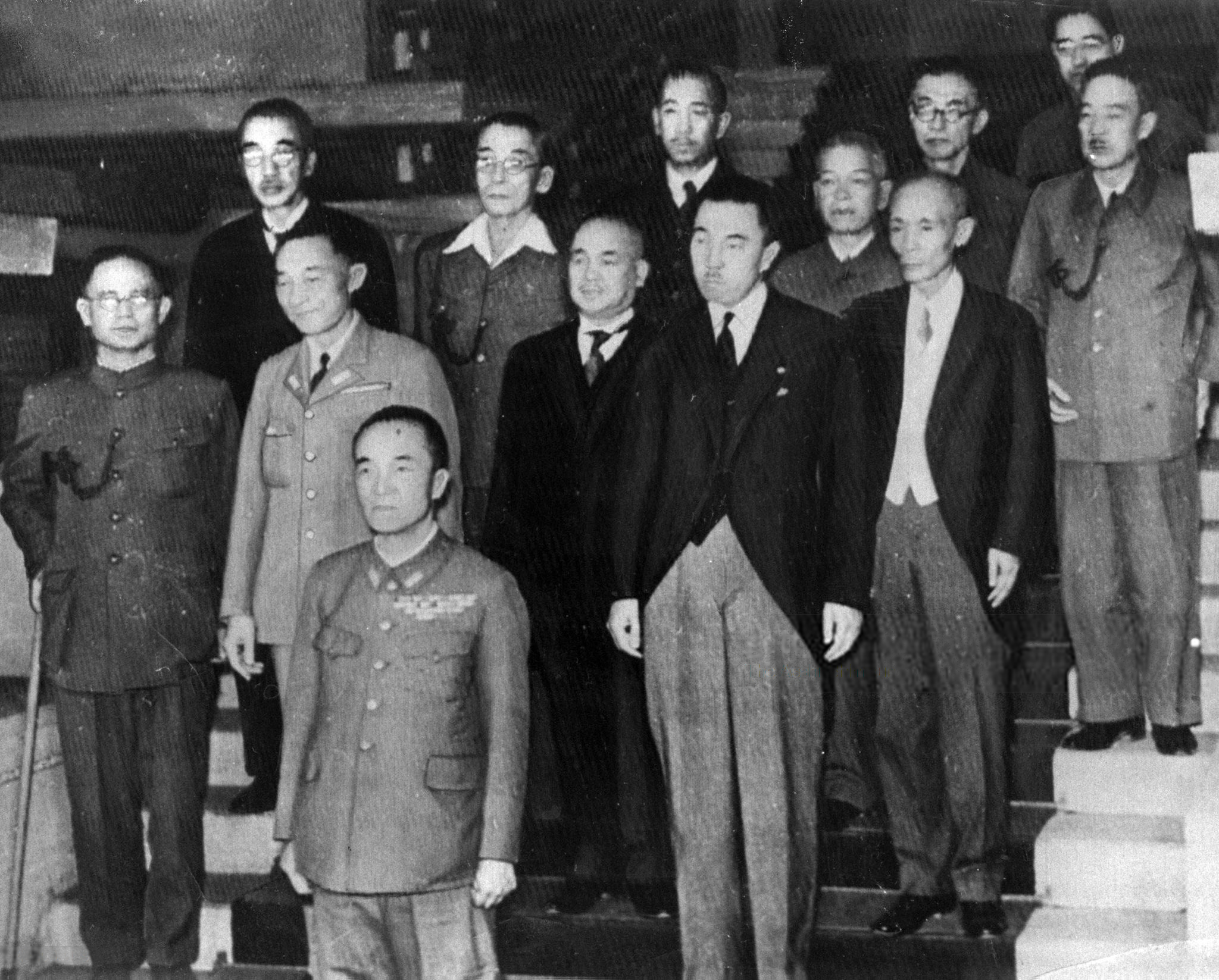
Higashikunis regering, premiärministern i främsta raden.

Den 17 augusti, två dagar efter Japans kapitulation, tillträdde Naruhiko Higashikuni som premiärminister. I egenskap av general fyllde han även posten som arméminister. Just Higashikunis militära ställning, i kombination med ställningen som medlem av kejsarhuset, gjorde att han ansågs som bäst lämpad att övertyga militären om det nödvändiga i att lägga ned vapnen. Hans uppgifter var många: avmilitariseringen, återuppbyggnaden och demokratisering. I egenskap av minister fick han även skriva under kapitulationsdokumenten. Premiärminister-prinsen lät skicka ut många av kejsarhusets prinsar som sändebud till de över stora delar av Asien och Stilla havet utspridda japanska trupperna för att övertyga dem om att kapitulationen både var sann och nödvändig.
Utsatt för påtryckningar från MacArthurs ockupationsmyndighet, som önskade snabbare omvandling av det japanska samhället, avgick Higashikuni, jämte resten av kabinettet, den 4 oktober. Därmed blev Higashikuni inte bara den enda premiärministern tillhörande kejsarhuset, utan också den kortvarigaste någonsin: Hans ämbetstid varade bara i 54 dagar.
Higashikunis eftermäle som premiärminister har varit gott. På kort tid lyckades han hålla Japan enat under några av landets mest tumultartade månader. Kapitulationen och det amerikanska maktövertagandet förlöpte utan nämnvärda incidenter och avrustningen lyckades. Däremot vill många spåra Japans ovilja att diskutera sin skuld i andra världskriget också i våra dagar till just Higashikunis förmåga att ”lägga locket på” ansvarsfrågan. Just den frågan var också en anledning till ockupationsmaktens missnöje med Higashikunis politik.

## Efter kriget
1947 avsade sig prins Naruhiko sin prinstitel, som en följd av den nya grundlagen som totalt förändrade kejsarhusets ställning, och inte minst eftersom hovets tillgångar skulle nationaliseras. Han framlevde resten av sina dagar som den vanlige medborgaren Naruhiko Higashikuni. Som vanlig civilperson försökte han sig på en rad affärsverksamheter, bland annat en mataffär i Shinjuku och ett kafé, båda utan framgång. Därefter tog han sig an avyttringen av de före detta kejserliga familjernas antikvitetssamlingar, också det utan resultat.
1950 grundade Higashikuni en zenbuddhistisk kult, döpt efter honom själv. Justitieministeriet ansåg det opassande att en medlem i kejsarfamiljen förestod och lånade sitt namn en religiös organisation, och vägrade erkänna Higashikunikulten som juridisk person. Detsamma ansåg staden Tokyos myndigheter. Därefter ska organisationen ha upplösts, men verkar på senare år ha återuppstått.
1960, när fördraget om japansk-amerikanskt säkerhetssamarbete skulle förlängas, gick Higashikuni ut tillsammans med före detta premiärministerkollegerna Ishibashi och Katayama och avrådde dåvarande premiärminister Kishi från att bibehålla alliansen. Kishi, som redan var hårt ansatt av studentkravaller och stridigheter med anledning av förhandlingarna, följde inte deras råd.
Från sjuttiotalet och framåt fyllde han flera förtroendeuppdrag, till exempel som ordförande i kulturstiftelsen Nihonbunkashinkōkai och i Världsfederalisterna.
Higashikuni avled den 20 januari 1990, 102 år gammal, som en av de längst levande regeringscheferna genom tiderna, och tidernas äldsta medlem i det japanska kejsarhuset. Han urnsattes i kejsarfamiljens egen gravplats Toshimagaoka i Tokyos Bunkyō-distrikt.
- Wikimedia Commons har media som rör Naruhiko Higashikuni.